# Harijána
Harijána (hindsky हरियाणा, paňdžábsky ਹਰਿਆਣਾ) je indický svazový stát. Jeho hlavním městem je Čandígarh. Sousedí s dalšími svazovými státy Paňdžábem (z nějž se v roce 1966 vydělil), Himáčalpradéšem, Rádžasthánem, Uttarakhandem a Uttarpradéšem. Ze tří stran obklopuje území hlavního města Dillí.